# Jacques Fitamant (militaire)
Pour les articles homonymes, voir Jacques Fitamant.
Cet article concerne le militaire et résistant. Pour l'éditeur de presse, voir Jacques Fitamant (éditeur).
Jacques Fitamant, né le 10 décembre 1905 au Relecq-Kerhuon et mort à Libourne le 16 avril 1980, est un militaire et résistant français, compagnon de la Libération. Vétéran des troupes coloniales, il combat lors de la bataille de France en 1940 puis choisit de se rallier à la France libre. Il participe alors aux combats en Afrique puis à la libération de la France.

## Biographie

### Jeunesse et engagement
Jacques Fitamant naît le 10 décembre 1905 au Relecq-Kerhuon, dans le Finistère. Il décide de s'engager dans l'armée en 1924 et est affecté au 2e régiment d'infanterie coloniale (2e RIC). Promu caporal en 1925, il est muté au 41e régiment de tirailleurs coloniaux avec lequel il participe à la guerre du Rif au Maroc. En 1927, il passe au 6e régiment de tirailleurs sénégalais et est promu sergent avant d'être muté au 21e régiment d'infanterie coloniale en 1928. Il quitte l'armée en janvier 1929 mais se réengage près de trois ans plus tard au 22e régiment d'infanterie coloniale comme simple soldat. Il part ensuite pour l'Indochine où il est affecté au 9e régiment d'infanterie coloniale à Hanoï. En 1934, il retrouve son premier régiment, le 2e RIC, et redevient caporal. L'année suivante, il passe dans la cavalerie en étant muté au 1er régiment de spahis algériens où il est promu maréchal des logis.

### Seconde Guerre mondiale
En 1939, Jacques Fitament est muté au 12e régiment de chasseurs à cheval et participe à la bataille de France. En janvier 1941, au sein de l'armée d'armistice, il arrive à Beyrouth où il vient d'être affecté au 6e régiment de chasseurs d'Afrique. La campagne de Syrie le convainc de se rallier à la France libre et il s'engage donc dans les forces françaises libres en juillet 1941. Affecté dans les spahis d'un escadron de reconnaissance, il est promu maréchal des logis-chef en décembre 1941 et prend part à la guerre du désert en Libye. En mai 1942, il part pour l'Égypte où son escadron rejoint la colonne volante du commandant Jean Rémy. Après avoir participé à la seconde bataille d'El Alamein en octobre 1942, Jacques Fitamant et son escadron sont intégrés au 1er régiment de marche de spahis marocains (1er RMSM). De mars à mai 1943, il participe à la campagne de Tunisie et s'illustre en s'emparant d'une position ennemie protégée par un champ de mines puis en prenant en embuscade une unité ennemie.
En septembre 1943, le 1er RMSM est intégré à la 2e division blindée (2e DB) du général Leclerc. Jacques Fitamant part pour l'Angleterre puis débarque en Normandie le 2 août 1944. Engagé dans la bataille de Normandie, il se distingue le 12 août en détruisant un convoi allemand à Francheville puis le lendemain en libérant le village de Boucé. Il participe ensuite à la libération de Paris en août 1944 puis à la bataille des Vosges à la fin de la même année. Il s'illustre lors de cette campagne en mettant en fuite des troupes ennemies le 15 septembre à Zincourt puis en poursuivant sa mission après une blessure par éclat d'obus le 19 novembre à Bertrambois. Après avoir pris part à la bataille d'Alsace à l'hiver 1944-1945, il est détaché sur le front de l'Atlantique pour participer à la réduction de la poche de Royan avant de retourner auprès de la 2e DB en Allemagne où il termine la guerre avec le grade d'adjudant-chef.

### Après-guerre
De retour à la vie civile, il s'installe à La Rochelle comme dépanneur radio. Jacques Fitamant meurt le 16 avril 1980 à Libourne et est inhumé à Saint-Pierre-d'Eyraud en Dordogne.

## Décorations
|  |  |  |
|  |  |  |

| Officier de la Légion d'honneur | Officier de la Légion d'honneur | Officier de la Légion d'honneur | Compagnon de la Libération     | Compagnon de la Libération     | Compagnon de la Libération     | Médaille militaire                                                   | Médaille militaire                                                   | Médaille militaire                                                   |
| Croix de guerre 1939-1945       | Croix de guerre 1939-1945       | Croix de guerre 1939-1945       | Croix du combattant volontaire | Croix du combattant volontaire | Croix du combattant volontaire | Médaille commémorative des services volontaires dans la France libre | Médaille commémorative des services volontaires dans la France libre | Médaille commémorative des services volontaires dans la France libre |